# Les Hauts-de-Chée
Les Hauts-de-Chée är en kommun i departementet Meuse i regionen Grand Est (tidigare regionen Lorraine) i nordöstra Frankrike. Kommunen ligger i kantonen Vaubecourt som tillhör arrondissementet Bar-le-Duc. År 2022 hade Les Hauts-de-Chée 702 invånare.

## Befolkningsutveckling
Antalet invånare i kommunen Les Hauts-de-Chée
| Referens: INSEE |